# Azzo VIII d'Este
Azzo VIII de Este (muerto el 31 de enero de 1308) fue marqués de Este y señor de Ferrara, Modena y Reggio desde el 1283 al 1308, hijo de Obizzo II de Este.

## Biografía
Era hijo de Obizzo II de Este y quizás fue también su asesino. Dante Alighieri hablando del padre, condenado entre los tiranos, parece querer revelar que Azzo efectivamente asesinó a su padre; poniendo fin a aquellas voces e incertezas de las cuales se encuentra eco en las crónicas de la época. Dante lo nombre además como el "hijastro", pero no está claro se quería indicar un hijo corrompido o un hijo ilegítimo. En todo caso, el acto de acusación de Dante es particularmente significativo si se considera que, cuando él estaba escribiendo el Infierno, Azzo estaba todavía vivo o había muerto hace poco.
Alighieri lo cita indirectamente en La Divina Comedia como enemigo de Jacopo del Cassero, el cual se escapaba de él después que, como podestá de Bolonia, se había opuesto a sus deseos sobre la ciudad falsinea.
Era hermano de Fresco, Beatrice, Francesco e Aldobrandino, de él descendió la línea estense italiana y la alemana, antepasado de los Este ducas de Modena.
Dejó por testamento al sobrino Folco, hijo del hermano Fresco, todas las posesiones, causando oposición de los hermanos excluidos. El conflicto por la sucesión causó la primera guerra de Ferrara.
Llamado también Azzone, se casó con Beatriz, hija de Carlos II de Anjou, en el 1305. Beatriz le fue dada en esposa de muy joven, él ya estaba en edad avanzada. Según Dino Compagni, a pesar de tener a la muchacha, Azzo VIII la "compró" a un precio alto, contentándose de una dote modesta y dando a Carlos II una enorme suma de dinero.
Muchos otros desmienten que este matrimonio se haya concretado suponiendo que se trate de una equivocación debido al número de exponentes de la casa llamados Azzo y enumerados imprecisamente: Azzo habría sido III como soberano de Ferrara y VIII como miembro genérico de la dinastía. Tuvo un hijo ilegítimo, Francesco llamado "Fresco".
En el 1306 perdió Modena y Reggio Emilia, que se habían revelado. Al morir le sucedieron los hermanos menores y su descendencia.